# Ella Lemhagen

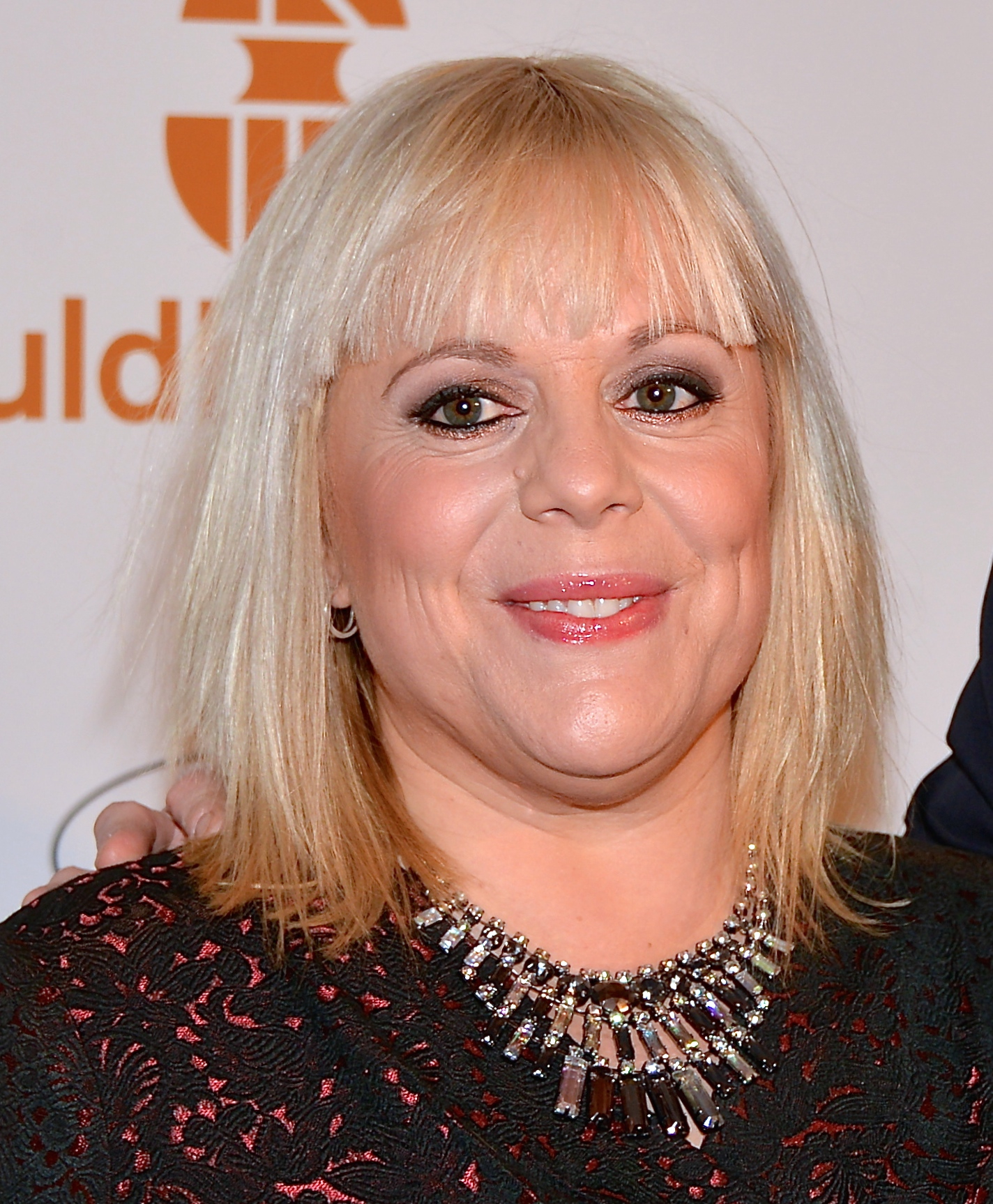
Ella Lemhagen (2013)

Ella Lemhagen (* 29. August 1965 in Uppsala, Schweden) ist eine schwedische Regisseurin und Drehbuchautorin.
Ihr Filmstudium absolvierte sie an der Universität Stockholm. Dort konnte sie ihren ersten Kurzfilm für das schwedische Fernsehen realisieren. Außer in Schweden studierte sie in Paris Filmregie.
Sie machte sich Ende der 1990er Jahre einen Namen als Regisseurin von Kinder- und Jugendfilmen. Ihr erster langer Spielfilm war 1996 der Jugendfilm Der Traumprinz von Em, zu dem sie auch das Drehbuch schrieb. Zuvor hatte sie beim preisgekrönten Kurzfilm Der dreizehnte Geburtstag (1993) Regie geführt, der die Vorgeschichte des Films darstellt. Es folgte 1997 der Film Welcome to the Party mit den gleichen Darstellerinnen.
Internationalen Erfolg erlangte sie 1999 mit dem Kinderfilm Tsatsiki – Tintenfische und erste Küsse. Der Film erhielt den Gläsernen Bären auf dem Kinderfilmfest der Berlinale 2000. Ein weiterer Kinderfilm folgte 2003 mit Der chaotische Elterntausch.

## Filmografie
- 1985: En film om Erik B., Dokumentarfilm
- 1986: En man som ville sova, Video
- 1986: Vielen Dank für die vergangene Zeit (Tack för den tid som var, Dokumentarfilm)
- 1986: La fille au père, Dokumentarfilm
- 1987: När råttan rytter, Dokumentarfilm
- 1987: Griftegården, Kurzfilm
- 1988: I Have a Dream, Fernsehfilm
- 1989: Marlborå Morning, Kurzfilm
- 1989: Se till mig som liten, Kurzfilm
- 1990: Klevgränd … Återtaget!, Kurzfilm
- 1990: Ingenieur Olssons Junge (Ingenjör Olssons grabb), Kurzfilm
- 1991: Familjen bra, Kurzfilm
- 1991: Cock-Tail, Kurzfilm
- 1992: Schwulenlambada (Böglambada, Kurzfilm)
- 1992: Suicide Bridge, Kurzfilm
- 1993: Ich erinnere Dich nackt (Jag minns dig naken, Video)
- 1993: Der 13. Geburtstag (13-årsdagen, Kurzfilm)
- 1996: Der Traumprinz von Em (Drömprinsen – filmen om Em)
- 1997: Välkommen till festen
- 1999: Tsatsiki – Tintenfische und erste Küsse (Tzatsiki, morsan och polisen)
- 2003: Der chaotische Elterntausch (Tur & retur)
- 2008: Patrik 1.5
- 2014: Der Junge mit den Goldhosen (Pojken med guldbyxorna), Fernsehfilm
- 2016: Traummann im zweiten Anlauf (All Roads Lead to Rome)
- 2019: Jag kommer hem igen till jul